# ودکا فینلاندیا
ودکا فینلاندیا (انگلیسی: Finlandia Vodka) یک نام تجاری ودکای تولید شده در فنلاند است. فینلاندیا از جو تقطیر شده به یک عرق دوآتشه در روستای کوسکنکوروا (Koskenkorva) در ایلمایوکی ساخته شده است که توسط شرکت التیا فنلاند اداره می‌شود. سپس الکل مقطر به یک مرکز تولید در روستای رایامکی در نورمی‌یروی، در حدود ۴۵ کیلومتری (۲۸ مایلی) شمال هلسینکی منتقل می‌شود. در رایامکی، عرق دوآتشه با آب حاصل از یخچال‌های طبیعی ترکیب و طعم‌دار می‌شود (به جز نسخه کلاسیک بدون طعم، ۱۰۱ و پلاتینیوم)، و سپس در بطری بسته‌بندی می‌شود.
برند فینلاندیا در سال ۱۹۷۰ توسط الکو کورپوریشن، شرکت دولتی نوشیدنی الکلی فنلاند تأسیس شد و اکنون متعلق به شرکت بسته‌بندی بطری کوکاکولا هلنیک است.
ودکا فینلاندیا در ۱۳۵ کشور توزیع می‌شود و به‌طور گسترده‌ای با فنلاند در بازار بین‌المللی مرتبط است. طعم‌ها شامل توت خرس (از سال ۱۹۹۴)، لیموی شیراز (۱۹۹۹)، انبه (۲۰۰۴)، توت قرمز (۲۰۰۴)، توت وحشی (۲۰۰۵)، گریپ‌فروت (۲۰۰۶)، نارنگی (۲۰۰۹) و انگورفرنگی سیاه (۲۰۰۹) هستند.